# أشياء تشبه الحب (مسلسل)
أشياء تشبه الحب مسلسل سوري.

## قصة
يلخص مجموعة من قصص العشق لعدد من الأشخاص على اختلاف أجناسهم وأعمارهم وتوجهاتهم، حيث تدور الحبكة الرئيسية حول أسرة مؤلفة من الأب الذي يعمل معاون وزير وهو موظف نزيه يعيل عائلته من راتبه، وزوجته التي تعمل مديرة مدرسة ثانوية وأولادهما شابان وثلاث فتيات إحداهن متزوجة من موظف فقير يعمل في وزارة الأب.
لكل واحد من أفراد العائلة قصة حب، وحتى العم القادم من بلاد الاغتراب بعد 30 عاماً يعيش قصة حب. قصص حب غير مكتملة دائماً فلكل شخص طموحاته وأحلامه ولكنه يكتشف أن الحياة ليست بتلك السهولة إذ يوجد نوع من خيبات الأمل.

## العمل
- تأليف :عبد المجيد حيدر
- إخراج: عبد الغني بلاط
- بطولة: عباس النوري، عبد الهادي صباغ، صباح الجزائري، وسيم الرحبي، سمر سامي